# Punta Makapu
La Punta Makapu es una cabo ubicada en el noroeste de la isla de Niue en la Polinesia, en el Océano Pacífico Sur. Se encuentra al norte del poblado de Alofi, la capital administrativa de Niue, y representa el extremo norte de la bahía del mismo nombre.
- Datos: Q16623366